# Rantabe
Rantabe est une commune rurale malgache dans la région d'Ambatosoa.

## Économie
Rantabe vit principalement des ressources agricoles liées à la culture du clou de girofle et de la vanille mais son économie est handicapée par l'absence d'infrastructures routières, le transit des marchandises provenant de Toamasina étant tributaire d'un transport maritime limité et insécurisé.[réf. nécessaire]